# Håndtering av udøde
Pour plus de détails, voir Fiche technique et Distribution.
Håndtering av udøde  (litt. « Faire face aux morts-vivants ») est un drame d'horreur norvégien co-écrit et réalisé par Thea Hvistendahl, sorti en 2024.
Le film fait sa première mondiale au Festival du film de Sundance le 20 janvier 2024 puis est projeté au Festival du film de Göteborg le 26 janvier 2024.

## Synopsis
Mahler et sa femme Tora pleurent la mort prématurée de leur petit-fils. Ensemble, ils sont obligés de faire leurs deuils, mais dans les morgues et les cimetières, les personnes récemment décédées reprennent vie.

## Fiche technique
- Titre original : Håndtering av udøde
- Réalisation : Thea Hvistendahl
- Scénario : Thea Hvistendahl, John Ajvide Lindqvist, d'après un roman de John Ajvide Lindqvist
- Photographie : Pål Ulvik Rokseth
- Montage : Thomas Grotmol, Trude Lirhus
- Musique : Peter Raeburn
- Costumes : Bente Ulvik
- Production : Kristin Emblem, Guri Neby
- Direction artistique : Mirjam Veske
- Pays de production :  Norvège
- Langue originale : norvégien
- Format : couleur
- Genre : horreur
- Durée : 97 minutes
- Dates de sortie :  
  - États-Unis : 20 janvier 2024 (Festival du film de Sundance)
  - Norvège : 9 février 2024
  - Suisse : 6 juillet 2024 (Festival international du film fantastique de Neuchâtel) 17 juillet 2024 en salles

## Distribution
- Renate Reinsve : Anna
- Anders Danielsen Lie
- Bahar Pars
- Bjørn Sundquist : Mahler
- Bente Børsum : Tora
- Jan Hrynkiewicz

## Production

### Tournage
Le tournage a débuté en août 2022 à Åmål,,.

## Distinctions

### Récompense
- Sundance Film Festival 2024 : Prix spécial du jury : Musique originale pour Peter Raeburn (Cinéma du Monde - Dramatique)
- Festival international du film fantastique de Neuchâtel : Prix H. R. Giger Narcisse du meilleur film, Méliès d'argent du meilleur long métrage européen

### Nomination
- Sundance Film Festival 2024 : Grand Prix du Jury pour Thea Hvistendahl (Cinéma du Monde - Dramatique)